# Aço corten

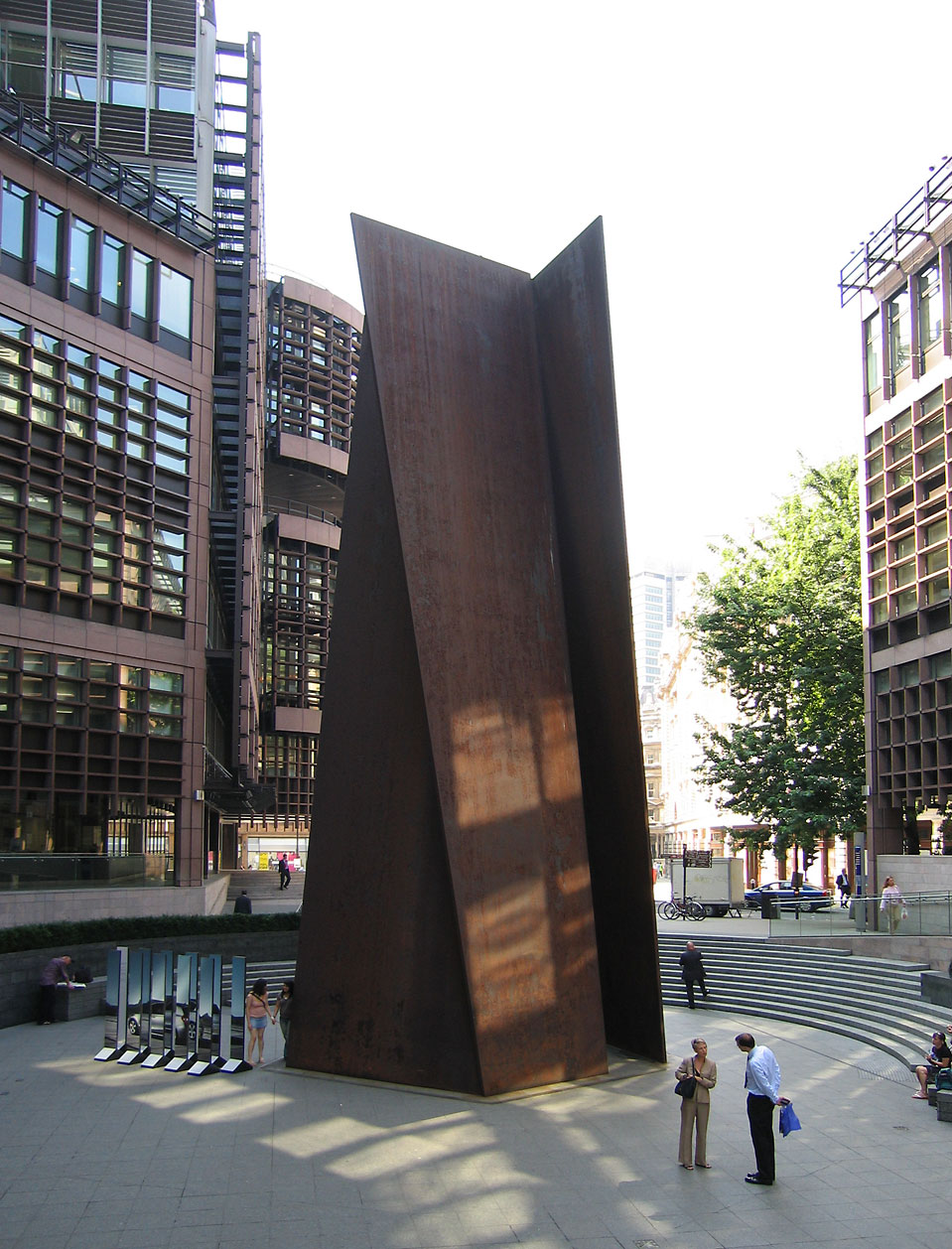
Escultura de aço corten de Richard Serra, em Londres.

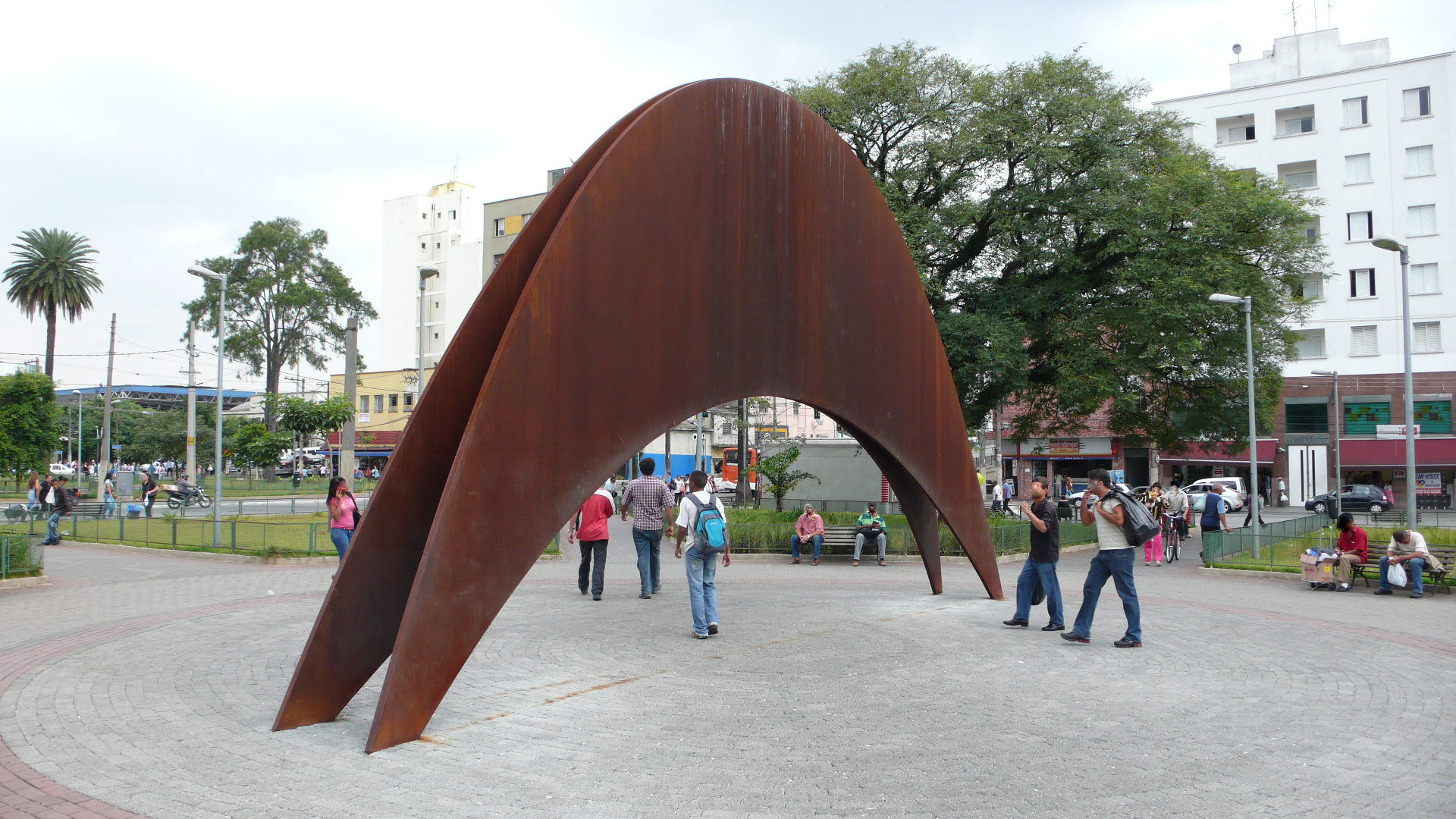
Escultura de aço corten de Marcos Cartum, em São Paulo.

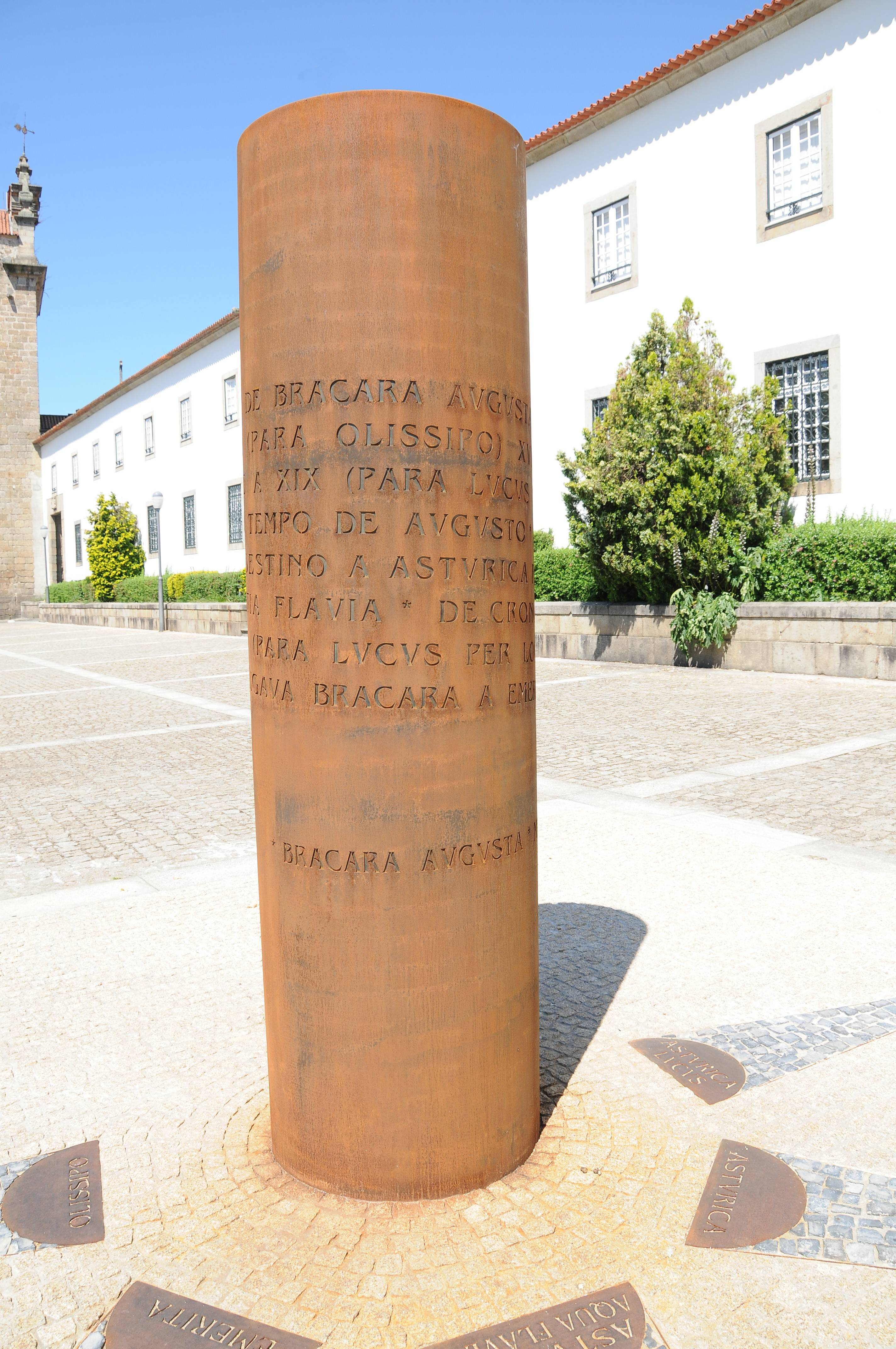
Monumento às seis Vias Romanas que partiam de Brácara Augusta, Pedro Nogueira, Braga, Portugal

O aço corten, cujo nome advém por alusão metonímica ao nome comercial «Corten» ou «Cor-Ten», é um tipo de aço cuja composição contém certos elementos (como o cobre, o crómio, o níquel, o fósforo, entre outros) que lhe melhoram as propriedades anticorrosivas e, por conseguinte, o tornam mais resistente à corrosão atmosférica. Trata-se de um subtipo do aço patinável.
Este tipo de aço é muito utilizado na construção civil, apresenta em média 3 vezes mais resistência à corrosão que o aço comum.
Uma de suas principais características é a camada de óxido de cor avermelhada que se forma quando ocorre a exposição do aço aos agentes corrosivos do ambiente.
Aplicável também na fabricação de esculturas e objetos decorativos.
Há mais de 100 anos que pequenas quantidades de elementos como o cobre e o fósforo enriquecem o aço, beneficiando-o na redução da corrosão, quando são expostos ao ar e a diversos outros tipos de atmosfera. Foi no início da década de 1930, que a companhia norte-americana United States Steel Corporation estimulou o uso de aços enriquecidos com esses elementos, que são os chamados aços de baixa liga, desenvolvendo então um aço cujo nome comercial era Corten.
Desenvolvido originalmente para a indústria ferroviária, a grande virtude do aço Corten era permitir a construção de vagões mais leves. Porém, o fator resistência à corrosão era até então desconhecido, embora desde o final do século XIX os benefícios do cobre e do fósforo em influências benéficas à corrosão atmosférica já serem conhecidos.
Porém, somente a partir de 1958 que o aço patinável começou a ser utilizado em inúmeras obras de arquitetura, devido às suas características anti-corrosivas.
Os engenheiros seguiram os passos dos arquitetos e as aplicações dos aços de alta resistência e baixa liga, resistentes à corrosão atmosférica, foram se expandindo.
A partir do lançamento do Corten até os dias de hoje, desenvolveram-se outros tipos de aços com características semelhantes, que constituem a família dos aços conhecidos como patináveis.
Uma de suas principais características do aço patinável, é que sob certas condições ambientais de exposição aos agentes corrosivos, este tipo de aço pode desenvolver uma película de óxido de cor avermelhada aderente e protetora, chamada de pátina, que atua reduzindo a velocidade do ataque dos agentes corrosivos presentes no meio ambiente.
Nos primeiros anos de exposição à atmosfera, a perda de massa metálica por unidade de superfície cresce devido a uma função potência do tipo Δm = kt1-n onde Δm é a perda de massa por unidade de superfície (mg/cm²), k e n são constantes e t é o tempo de exposição, em meses.
Os aços patináveis são utilizados no mundo todo na construção de edifícios de múltiplos andares, passarelas, pontes, defensas, viadutos, torres de transmissão, telhas, edifícios industriais, entre outros.
É aplicável também na fabricação de esculturas e objetos decorativos. No Brasil este tipo de aço possui grande aceitação entre os arquitetos. Um exemplo da sua utilização é a estrutura da Catedral de Brasília e do edifício-sede da Associação Brasileira de Metalurgia e Materiais (ABM), em São Paulo, dentre inúmeras pontes e viadutos espalhados por todo o país.
Além de dispensar a pintura em certos ambientes, os aços patináveis possuem uma resistência mecânica maior que a dos aços estruturais comuns.
Esta vantagem é melhor observada em ambientes extremamente agressivos, como regiões de orla marítima e também regiões que apresentam grande poluição de dióxido de enxofre. Em ambas situações, os aços patináveis apresentam uma proteção superior àquela inerente aos aços comuns.